# Emelie Schepp
Emelie Schepp   (Motala, 5 de setembre de 1979) és una escriptora sueca de gènere policíac. Les seves novel·les sobre crims tenen lloc a Norrköping, on Schepp ha viscut amb la seva família durant molts anys.
Schepp ha treballat anteriorment com a cap de projecte en el sector de la publicitat i ara és una escriptora a temps complet.

## Professió d'escriptora
El 2013 va debutar a la seva pròpia editorial amb la novel·la de temàtica criminal Märkta for Life, que va vendre 40.000 exemplars en sis mesos. Després d'això, Schepp va signar un acord editorial per tres llibres amb Wahlström i Widstrand, i a la tardor del 2014 va publicar "Märkta för livet".
Märkta för livet és la primera part de la sèrie sobre la fiscal Jana Berzelius. Des de llavors, Schepp ha escrit tres llibres més de la sèrie sobre Jana Berzelius. Els llibres han venut més d'1,5 milions d'exemplars a uns 30 països. Schepp va ser nomenada autor de l'any el 2016, 2017 i 2018.
Märkta för live, White Tracks, Prio One i Daddy's Boy, tots han estat nominats al premi Big Audio Book. I el març del 2019 es va publicar el cinquè llibre de la sèrie, Broder Jakob.
Els llibres sobre Jana Berzerlius tenen lloc a llocs molt coneguts de Norrköping, on a partir del maig del 2019 es realitzen passejades per endinsar-ne en l'entorn del relat dels llibres.

### La sèrie sobre Jana Berzelius
- 2013 - Märkta för livet. Stavsjö: En & Ett. Stavsjö: En & Ett. Libris. ISBN 9789198081107
- 2015 - Vita spår. Jana Berzelius. Jana Berzelius. Jana Berzelius. Libris. ISBN 9789173489492
- 2016 - Prio ett: kriminalroman. Stockholm: Wahlström & Widstrand. Stockholm: Wahlström & Widstrand. Libris. ISBN 9789146230274
- 2017 - Pappas pojke. Stockholm: HarperCollins Nordic. Stockholm: HarperCollins Nordic. Libris. ISBN 9789150924435
- 2019 - Broder Jakob. Harper Crime. Harper Crime. Harper Crime. Libris. ISBN 9789150941814

## Premis i nominacions
- 2015 - Märkta för livet nominada al Big Audio Book Award per la lectora Katarina Ewerlöf a la categoria de gènere policíacDeckers
- 2016 - Vita spår nominada per al Stora Ljudbokspriset pel comentarista Katarina Ewerlöf en la categoria de gènere policíac
- 2016 - Autora de l'any en la categoria “Premi dels lectors” durant “Crimetime Gotland”, un festival internacional que es fa cada any a Gotland
- 2017 - Prio ett candidat al Stora Ljudbokspriset amb la lectora Katarina Ewerlöf a la categoria gènere policíac
- 2017 - Autor de l'any a la categoria “Premi dels lectors” (per segon any consecutiu) a “Crimetime Gotland”
- 2018 - Pappas pojke va ser nominat a Stora Ljudboksprises amb el lector Gunilla Leining a la categoria de gènere policíac
- 2018 - Autora de l'any en la categoria “Premi dels lectors” (per tercer any consecutiu) al festival Decer "Crimetime Göteborg", anteriorment anomenat "Crimetime Gotland", que va tenir lloc durant la Fira del Llibre de Göteborg